# Radko Dimitriev
Radko Dimitriev (tiếng Bulgaria: Радко Димитриев) (sinh ngày 24 tháng 9 năm 1859 tại vùng Gradets; mất ngày 18 tháng 10 năm 1918 gần Pyatigorsk) là một vị tướng lĩnh Bulgaria. Ông giữ chức Tổng Tham mưu trưởng của Quân đội Bulgaria từ ngày 1 tháng 1 năm 1904 cho tới ngày 28 tháng 3 năm 1907.

## Tiểu sử
Ông chào đời tại ngôi làng Gradets (tỉnh Sliven) và được bà của ông nuôi dưỡng tại Kotel. Sau này ông học tại Trường Trung học Aprilov tại Gabrovo và tham gia tổ chức nghĩa quân trong cuộc Khởi nghĩa Tháng Tư (1876).
Trong cuộc Chiến tranh Nga-Thổ Nhĩ Kỳ (1877–1878), ông là dịch giả trong Sư đoàn Cận Vệ thứ hai của lực lượng Quân đội Nga.